# オーティス・ハリス
オーティス・ハリス（Otis Harris、1983年2月2日 - ）は、アメリカ合衆国の陸上競技選手である。2004年アテネオリンピックの4×400mリレーで、第1走者として金メダルを獲得した。また、400mにおいても銀メダルを獲得した。

## 主な実績
| 年   | 大会                               | 場所                   | 種目         | 結果 | 記録      |
| ---- | ---------------------------------- | ---------------------- | ------------ | ---- | --------- |
| 2004 | オリンピック                       | アテネ（ギリシャ）     | 400m         | 銀   | 44秒16    |
| 2004 | オリンピック                       | アテネ（ギリシャ）     | 4×400mリレー | 金   | 2分55秒91 |
| 2004 | IAAFワールドアスレチックファイナル | モンテカルロ（モナコ） | 400m         | 銅   | 45秒06    |

## 自己ベスト
- 400m - 44秒16（2004年）